# أدريان كاستيو (لاعب كرة قدم)
أدريان (أدريان سان ميغيل ديل كاستيلو) (3 يناير 1987 في إشبيلية في إسبانيا – )؛ هو لاعب كرة قدم إسباني يلعب ك‍حارس مرمى مع نادي ليفربول الإنجليزي.

## مسيرته الكروية

### ريال بيتيس

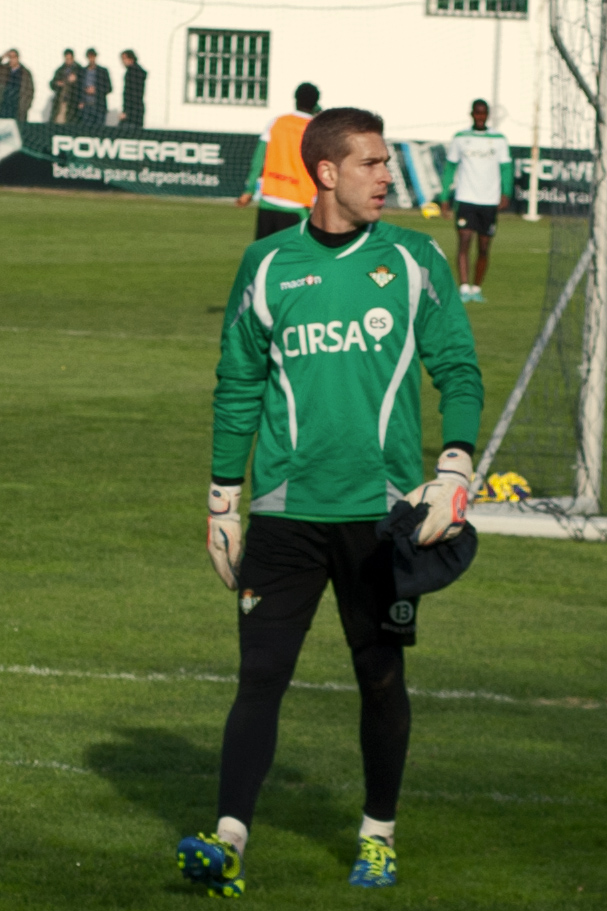
أدريان في التدريبات مع ريال بيتيس.

ولد أدريان في إشبيلية، ولعب كمهاجم وجناح لـ ديبورتيفو أوتررا حتى سن العاشرة، عندما غادر حارس المرمى السابق وقام بتغيير موقعه إلى حارس المرمى، وبعدها وقع مع ريال بيتيس.
ظهر أدريان لأول مرة في لا ليغا في 29 سبتمبر 2012 في خسارة 0-4 خارج أرضه ضد ملقا. بعد طرد كاستو في الدقائق الأولى، استبدل اللاعب الموجود خارج الملعب سالفادور أغرا واختير أفضل لاعب في المباراة.

## وصلات خارجية
- أدريان على موقع الاتحاد الأوربي (الإنجليزية)
- أدريان على موقع قاعدة بيانات كرة القدم.إي يو (الإنجليزية)
- أدريان على موقع ليكيب (الفرنسية)
- أدريان على موقع Soccerbase.com (لاعب) (الإنجليزية)
- أدريان على موقع Soccerway.com (الإنجليزية)
- أدريان على موقع عالم كرة القدم.نت (الإنجليزية)
- أدريان على موقع AS.com (الإسبانية)